# Onthoofding van Egmont en Horne

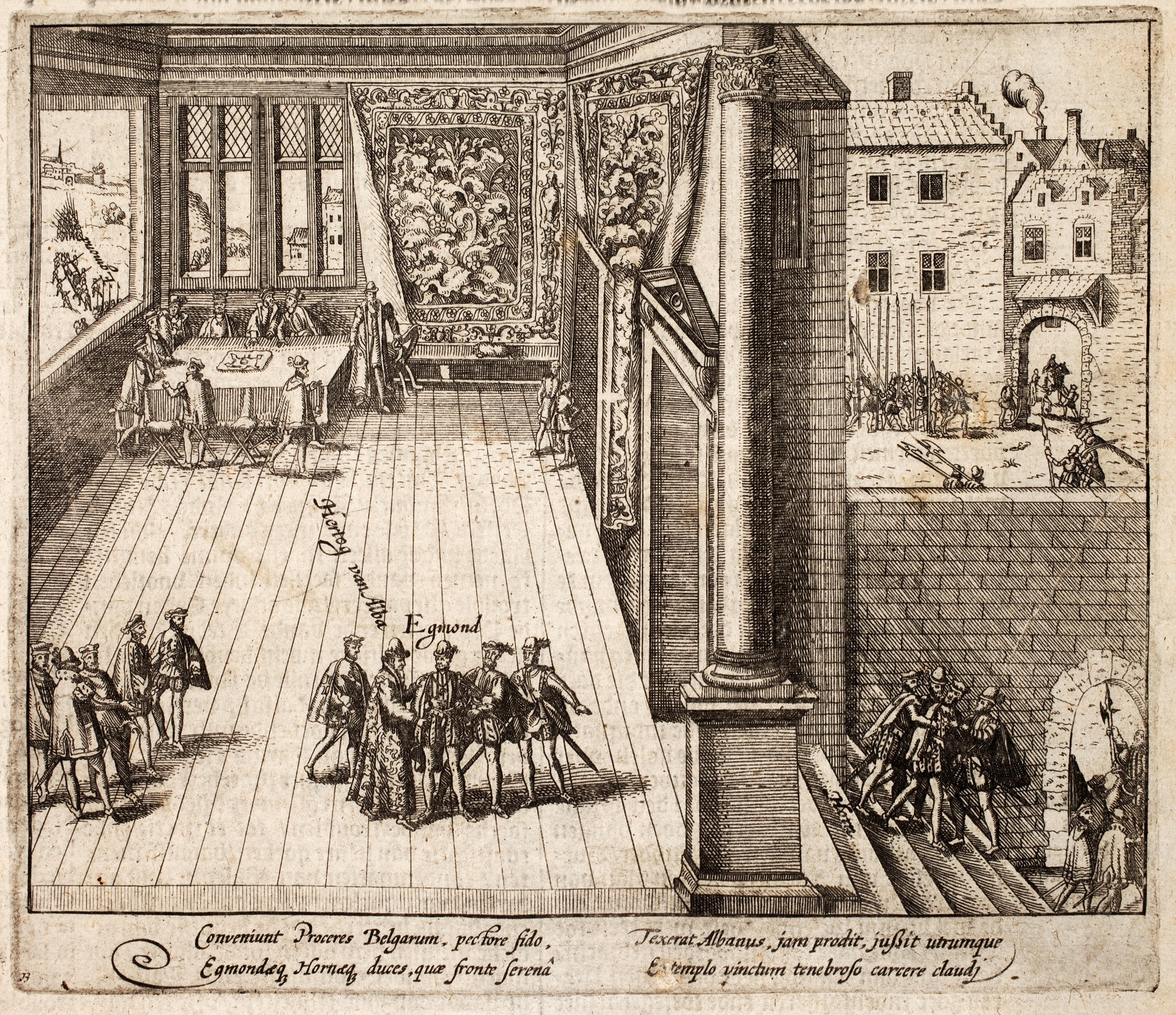
De hertog van Alva arresteert Egmont en Horne

De onthoofding van Egmont en Horne vond plaats op 5 juni 1568 op de Grote Markt van Brussel. De executie van deze twee vooraanstaande edellieden wordt vaak beschouwd als het definitieve sein voor de gewapende Nederlandse Opstand (Tachtigjarige Oorlog).

## Achtergrond, proces en executie

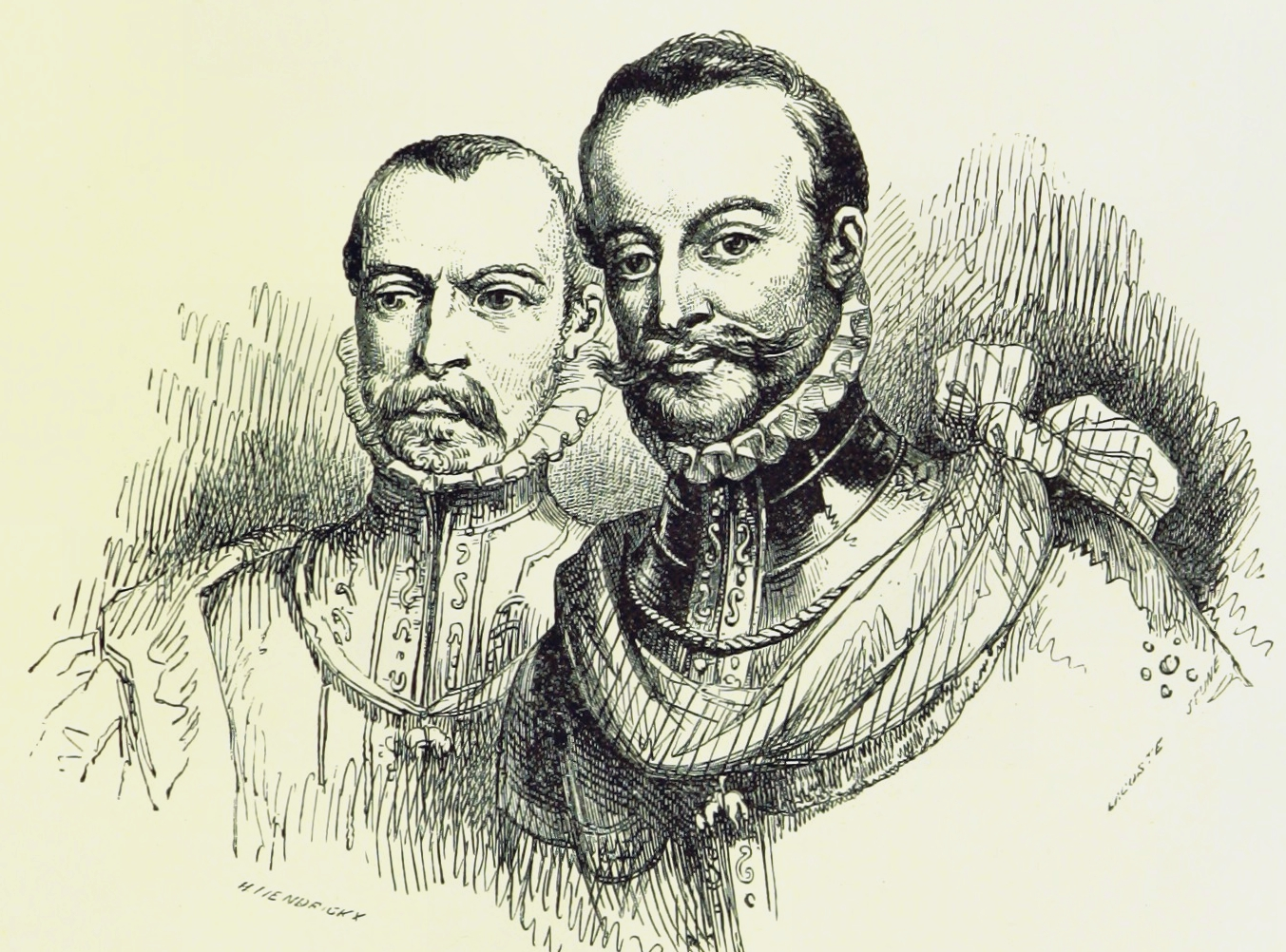
Egmont en Horne

Gravure van de onthoofding afgedrukt in 1616

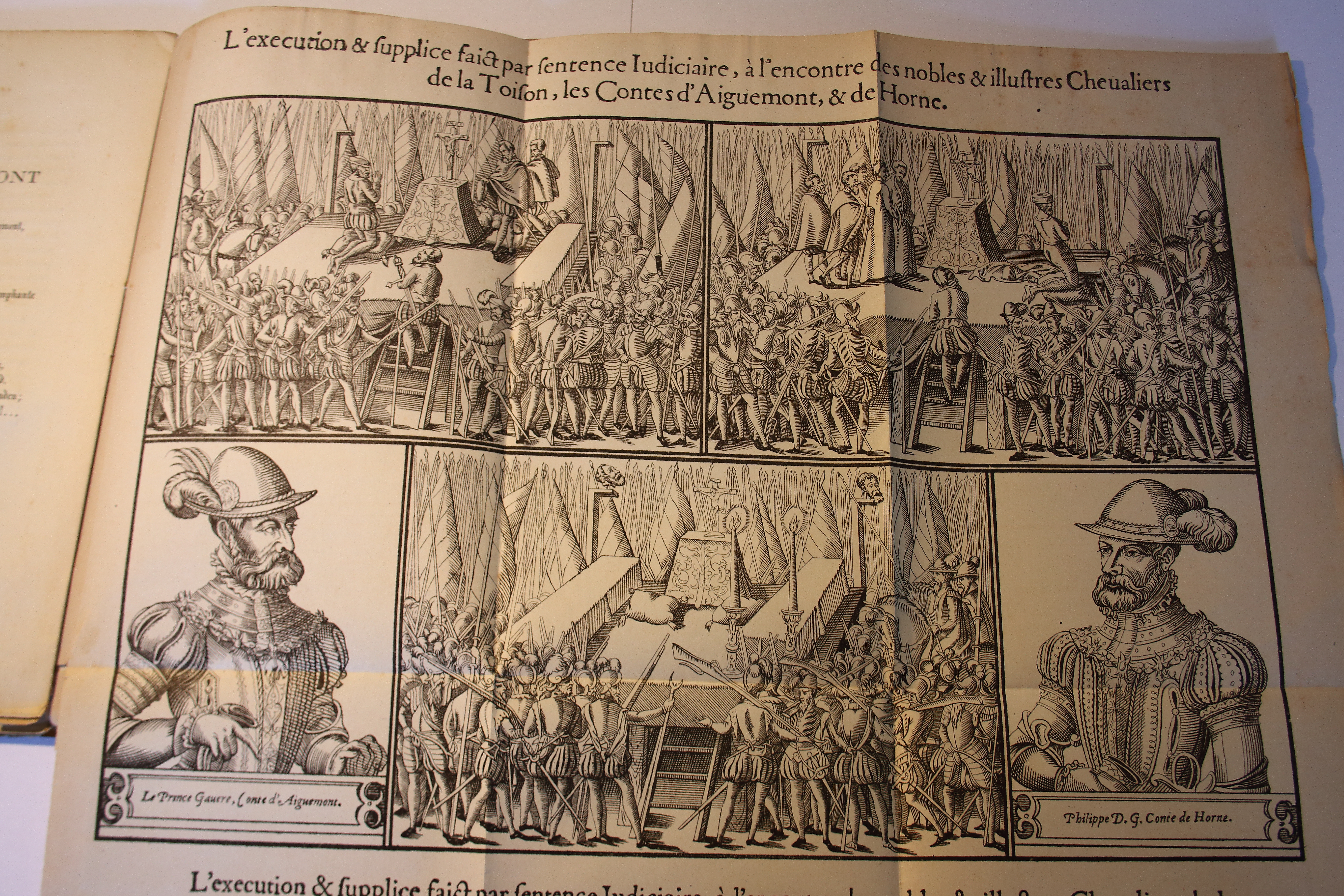
Gravure van de onthoofding uit 1570 afgedrukt in 1869

Lamoraal van Gavere, graaf van Egmont (of Egmond) en Filips van Montmorency, graaf van Horne, behoorden samen met onder anderen Willem van Oranje tot de kopstukken van het protest tegen het beleid van kardinaal Antoine Perrenot Granvelle, bisschop van Atrecht, die de inquisitie invoerde in de Zeventien Provinciën. Het protest van de drie had ook eminent politieke redenen, want Granvelle was de belichaming van de meritocratische vernieuwing waarmee koning Filips II de macht van de hoge adel wilde inperken.
Na het uitbreken van de Beeldenstorm op 10 augustus 1566 stuurde koning Filips II van Spanje de hertog van Alva als landvoogd (militaire gouverneur) naar Brussel om orde op zaken te stellen. Oranje ontvluchtte hierop Brussel, Egmont en Horne besloten dat niet te doen. Alva liet hen vrijwel direct na zijn aankomst, op 9 september 1567, arresteren. Dit geschiedde onder een vals voorwendsel. De landvoogd had hun gevraagd bij een maaltijd over de situatie te praten. Direct na hun arrestatie werden beiden naar Gent overgebracht en in het Spanjaardenkasteel opgesloten. Daar werden ze in november ondervraagd door Juan de Vargas en Louis del Rio, kopstukken van de Raad van Beroerten, die hiervoor een bijzondere volmacht hadden gekregen.
In december 1567 werden ze in beschuldiging gesteld van hoogverraad. Uit de beschuldigingakte van Jean du Bois blijkt dat de vervolging eerder politiek dan religieus was gemotiveerd, waarbij het verzet van de hoge adel tegen Granvelle zwaar meewoog. Het verzet werd beschouwd als een samenzwering en majesteitsschennis. Hoewel beiden tot het einde toe katholiek bleven en trouw betuigden aan de Spaanse koning, werden zij ter dood veroordeeld, niettegenstaande het inroepen van hun staat van dienst en hun onschendbaarheid als Vliesridders, en de vele protesten van andere edelen.
Op 23 mei 1568 vond de Slag bij Heiligerlee plaats, waarbij de koningsgezinde stadhouder graaf Jan van Ligne verslagen werd. Alva liet als represaille meteen achttien edelen onthoofden op de Brusselse Zavel.

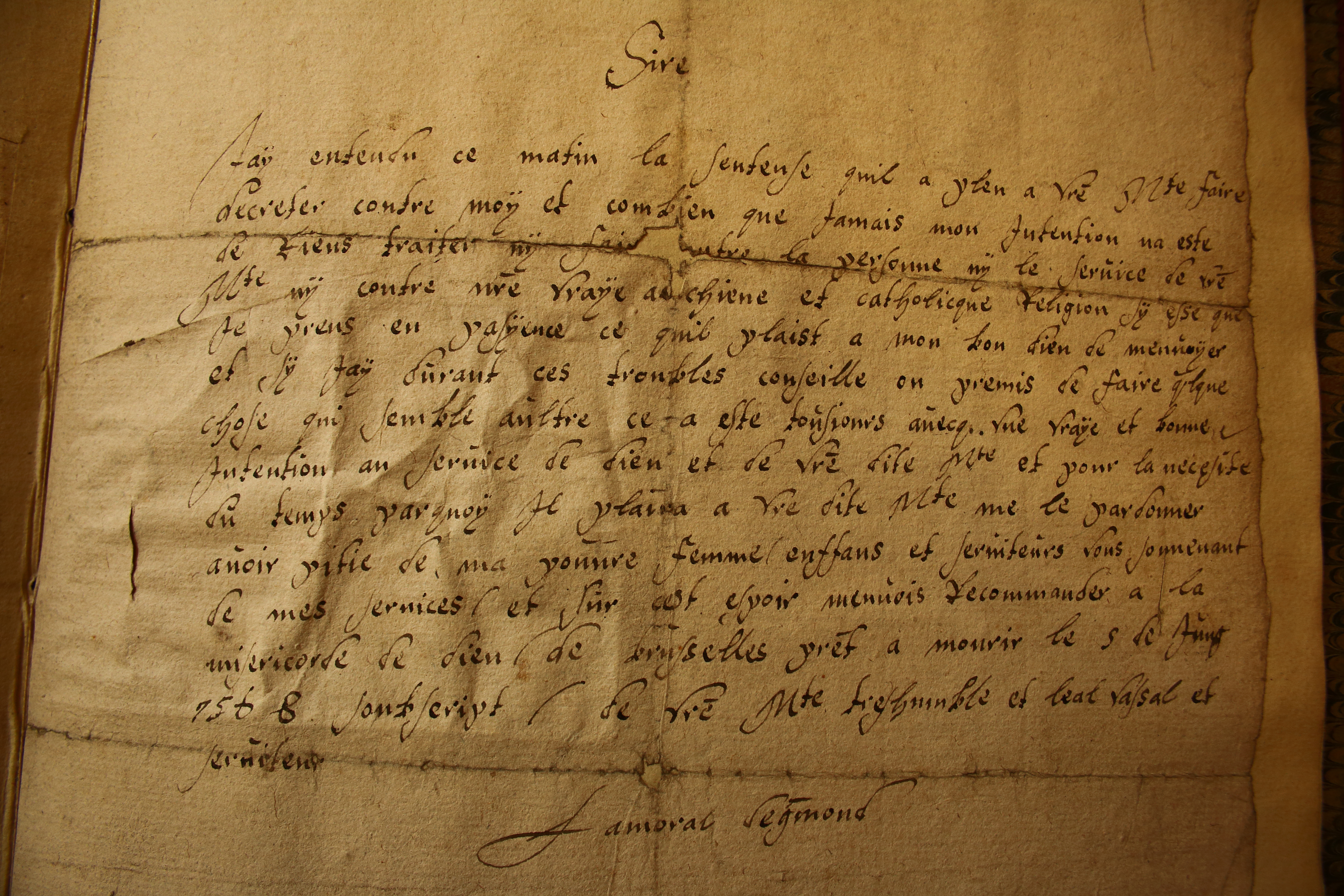
Laatste brief van Lamoraal van Egmont aan Filips II

Op 3 juni 1568 werden ook Egmont en Horne van Gent naar Brussel teruggebracht en opgesloten in het Broodhuis. Op 4 juni tekende Alva het doodvonnis. De doodvonnissen waren opgesteld door Jacob Hessels, procureur-generaal in de Raad van Vlaanderen, die tien jaar later zelf, tijdens de Gentse Republiek ook terechtgesteld werd (door ophanging). In de motivering vormden hun steun aan het Eedverbond der Edelen en de bouwtoelating voor een calvinistisch gebedshuis buiten de muren van Doornik de hoofdpunten. Egmont en Horne werden aangeklaagd wegens majesteitsschennis, rebellie en medeplichtigheid aan samenzwering.
Met Pinksteren, 5 juni 1568, werden beide vrienden kort na elkaar (Egmont om 10 of 11 uur en Horne om 12 uur) onthoofd op de Grote Markt van Brussel. Willem van Oranje had er ook bij moeten zijn, maar doordat hij tijdig was gevlucht, was hij aan de executie ontkomen. De twee hoofden werden na de executie op staken gestoken en drie uur lang tentoongesteld. Daarna werden de lichamen en de hoofden in loden kisten gelegd en vervoerd naar het minderbroederklooster, waar ze gebalsemd werden. Daarbij werden de harten verwijderd en in aparte metalen bussen gedaan om overhandigd te worden aan de twee weduwen. De loden kisten werden vervolgens dicht gesoldeerd. Egmont werd op 16 juni 1568 begraven in de Egmontcrypte onder de Onze-Lieve-Vrouw-Hemelvaartkerk in Zottegem; (het hart van) Horne werd op 23 juni 1568 begraven in de Sint-Martinuskerk van Weert, waar zijn grafsteen zich bevindt. Recent onderzoek wijst uit dat het lichaam van Horne zou kunnen liggen in de Paterskerk. In 2020 werd aan Kasteel De Aldenborgh een grafkelder gevonden waar Horne misschien werd begraven.

## Verslaggeving
In Emanuel Van Meterens Historie der Nederlandscher ende Haerder Na-buren Oorloge (1614) staat daarover het volgende: 
Twee uren voor-middagh ten thien uren werdt den grave van Egmont op het schavot ghebracht van de Maestro del Campo, ofte colonel Juliaen Romero, capiteyn Salinas ende den bisschop van Yperen, Martinus Riethovius, sijnen biechtvader al in rouwe ghekleedt. Den provoost van den hove Spelle ghenaemt sat te paerde voor het schavot met sijn roode hoede in sijn handt: Den beul ofte scherp-rechter stondt onder het schavot. Egmont was ghekleedt in hosen ende wambays, hebbende selve den krage 's morgens van het wambays en de hemde af ghesneden ende hadde daer over eenen rooden damasten nacht-tabbaert ende een swart mantelken met gouden passement gheboort noch daer oppe: op sijn hooft eenen swarten armosijnen hoet met swarte ende witte pluymen: in sijn handen (die op sijn bidden onghebonden waren) eenen snut-doeck: tusschen weghen neffens den bisschop gaende las hij den 51. psalm. Op 't schavot ging hy wat op ende neder wenschende te mogen in dienste van sijnen prince ende lande sijn leven eynden. Hij vraeghde aan Juliaen Romero of daer gheen ghenade was! De welcke sijn schouderen treckende antwoorde neen. Waer over hij (bijtende op sijn tanden) sijnen mantel ende tabbaert neder wierp knielde op het kussen ende met hem den bisschop t'samen biddende die hem daer nae het crucefix te cussen gaf. Ende doen hij den hoet ende snutdoeck van hem werpende stelde hem knielende ter doodt doende een zijden slaepmutsken over sijn ogen verwachtende den slagh wenckende den bisschop te wijcken seggende heere in uw handen beveele ick mijnen gheest. Terstondt is den scherprechter opgekomen met sijn sweert ten eersten slaghe dat hooft van hem af-houwende. Het lichaem ende bloedt werdt met swart laken bedeckt.
In P.C. Hoofts Nederlandsche Historien wordt de onthoofding als volgt beschreven:
Egmondt [...] Derhalven, ontrent elf uuren, trad hy ten broodthuize uit, ongehouden, en zonder banden; welke onwaardigheyt hy ernstigh had afgebeeden. Hy was gekleedt in eenen tabbart van rood damast, een zwart mantelken daar oover, en dat met goudt geboort. Op 't hooft had hy een' hoedt van zwart armozyn, met zwart' en witte pluimen; een' neusdoek in der handt; den Bisschop aan zyn' zyde: werd gevolght van Juliaan Romero, en Jeronimo de Salinas, rouwdraaghende oover 't stuk, waar aan zy zelf handdaadigh waaren. Onder weeghe las hy den eenenvyftighsten Psalm, en klam alzoo de trappen van 't schaavot op. De Geweldighe van 't hof, gebynaamt Spelle, zat daar voor, te paarde, met zyn' roode roede in der handt, luttel denkende, dat hem smaadelyker doodt beschooren was. De beul stond'er onder verhoolen. De Graaf, booven gekoomen, deed eenen keer oft twee oover en weeder, slaakende een wensch, om in den dienst zyns vaaderlands en Landsheeren te mooghen sterven. Daarnaa noch, (zoo vlaait de hoop van 't leeven) vraaghd' hy Juliaan Romero, oft'er geen' genaade was. Die trok 't hooft in de schouders, met een Neen, als waar het hem leedt geweest. Alstoen, der toorne naader, dan de vertsaaghtheit,beet Egmondt op zyn' tanden; en mantel en tabbart uitschuddende, viel met de knien, op een van twee zwart fluweele kussens, die daar geleit waaren. De Bisschop holp zyn gebedt: en reikende een zilveren kruis van een taafelken, gaf 't hem te kussen; en zynen zeeghen daarneevens. Toen rees de Graaf oover eindt, smeet den hoedt en snuitdoek ter zyde, knielde anderwerfs, op het kussen, trok een mutsken oover zyn' ooghen, wenkte den Bisschop dat hy weeke, en, roepende, met gevouwen' handen, Heere, in uwe handen, beveel ik mynen geest, vlydde zich tot den slagh; die, van den scharprechter, flux opgetreeden, gegeeven werd, en hem niet bet door den hals, dan den omstanderen in 't hart sneed. De Fransche gezant, aanschouwende, uit een heimelyke plaats, dus deerlyk een' vertooning, liet (zoo men zeit) zich hooren, dat hy daar 't hooft zagh vallen, 't welk tot tweemaalen toe, heel Vrankryk had doen beeven. De droef heit, het misbaar, by de burgherye bedreeven, was onuitspreekelyk: en 't jammerd'er al, tot zelfs de Spaansche soldaaten toe, diert de traanen uit de ooghen sprongen. Oover lyk en bloedt, werd zwart laaken gespraait. Terstondt hiernaa quam de Graaf van Hoorne
In een handgeschreven toevoeging van pastor Herman Neuwalds aan het 'Calendarium' van theoloog Paul Eber staat het volgende verslag over de executie: 
...den 5 dag tho XI slegen ist der grafe van Egmont mit dem van Hoerne up dem marckede onthovet.
In het ooggetuigenverslag van de onthoofding uit de Fugger Zeitung staat het volgende te lezen: 
Darnach wurden sie dasgleichen nach 3 Uhrn auch die Heupter jedes in ainem viereckhetten besondern Kistlain in S. Gula Kirche getragen, alda inen die Heupter wider ann die Leib genähet, und von danna der von Egamondt in Sankt Claren, und der von Horn in ain ander Kloster getragen. Hernach gedachter von Egamondt uff seiner Herrschaft Sottegem und der von Horn gegen Werdt gefurdt, unnd allda gepalsamirtt begraben worden.
Johannes Gijsius schrijft in Oorspronck end voort-gang der Neder-landtscher beroerten ende ellendicheden: 
Het lichaem van den grave van Egmont, is na de ghedane uytvaert ghevoert uyt de kercke van S. Claren, ende in sijn stadt Sottigem, in Vlaenderen begraven: Maer het lichaem vanden grave van Horne in de Kempen begraven..
In de kroniek van zuster Maria Luyten over het Weertse Maria-Wijngaardklooster wordt de onthoofding als volgt verteld: 
Anno 1568, den 5 junius, pinxteravont is onsen Genaedighen en vreedsaemighen Goedertieren Grave van Horne, heer Philippus tot Brussel door bevel van den Coninck onthooft, desgelijcks mijnheer van Egmont en nogh meer andere graven en heeren en Edelmans en bedieners der onthoofde graven […] Item de hoofden van deese Heeren stonden wel drij uren op eenen ijseren pinne en soo langh fluyte en trommelden men daer bij. Item den drij en twintighsten dagh injunius brogten sij onser goeden deughtsaemen heer Philippus van Brussel doot tot Weert op sijn Casteel en hij wiert terstondt binnen één uure in de Hooghkerck begraven; want hij had 19 daegen boven aerde gestaen, maer hij was twee reijsen gebalsemt.
In de Chronycke van Antwerpen staat het volgende:
Aldus tsanderdaechs, den 5 juny opten noene, heeft ducq dAlve van sconincx Philips wegen van Spaengnien, naem ende bevel, openbaerlyck tot Brussel op de groote merckt voor d'broothuys, doen onthalsen (door Spelleken den provost des hoffs, sittende op die grave van Hoornes witte hackeneye, als rechter) mynheere dEgmont, aenhebbende eenen rooden damasten tabbaert, met eenen hoet vol pluymagien, ende onder synen hoet witte servetten, welcke Egmont, comende op die stellagie (al behangen met swert laken ende daer op staende een cruyceficx met twee berrende wasse keersen, liggende oock twee laekenen cussenen ende op elcke syde van de stellagie staende eenen hoogen staeck) dus heeft den prince voorsc. synen hoet affgedaen, leggende dien by het cruycefix, dwelck nemende hevet gecust, ende synen mantel affdoende heeft op een van die cussens gheknielt, ende gedaen hebbende syn leste oratie tot Godt almachtich metten den Bisschop van Yperen, synen bichtvader, heer doctor Martinus Riethoven, doen heeft die servette selver over syn oogen getrocken, alsoo onversacht des scherprechters van Brussel slach afwagtende, die doen eerst van onder die stellagie opquam, is alsoo van deser wereld gescheyden.

## Herdenking
In 1968 werd de 400ste verjaardag van de onthoofding in Zottegem herdacht met een bloementapijt en Egmontfeesten. Het gietijzeren Egmontstandbeeld op de Markt werd toen verhuisd naar het Egmontpark en vervangen door een nieuw bronzen exemplaar. Op 5 juni 2018 (tijdens het Egmontjaar en het Van Hornejaar 2018, 450 jaar na de onthoofding) werden in Zottegem, Egmond, Oud-Beijerland, Brussel en Weert herdenkingsplechtigheden gehouden en kransen neergelegd. In september 2018 werd in Zottegem de onthoofding uitgebeeld als levende geschiedenis tijdens de Egmontevocatie. In Weert en Zottegem werden ook muurschilderingen aangebracht over de onthoofding. In Zottegem werd ook een Egmontkamer geopend in het stadhuis.
De onthoofding werd in 2018 als thema gebruikt bij een verkiezingscampagne.  Ook het in 2018 gebrouwen bier KopAf verwijst naar de onthoofding.

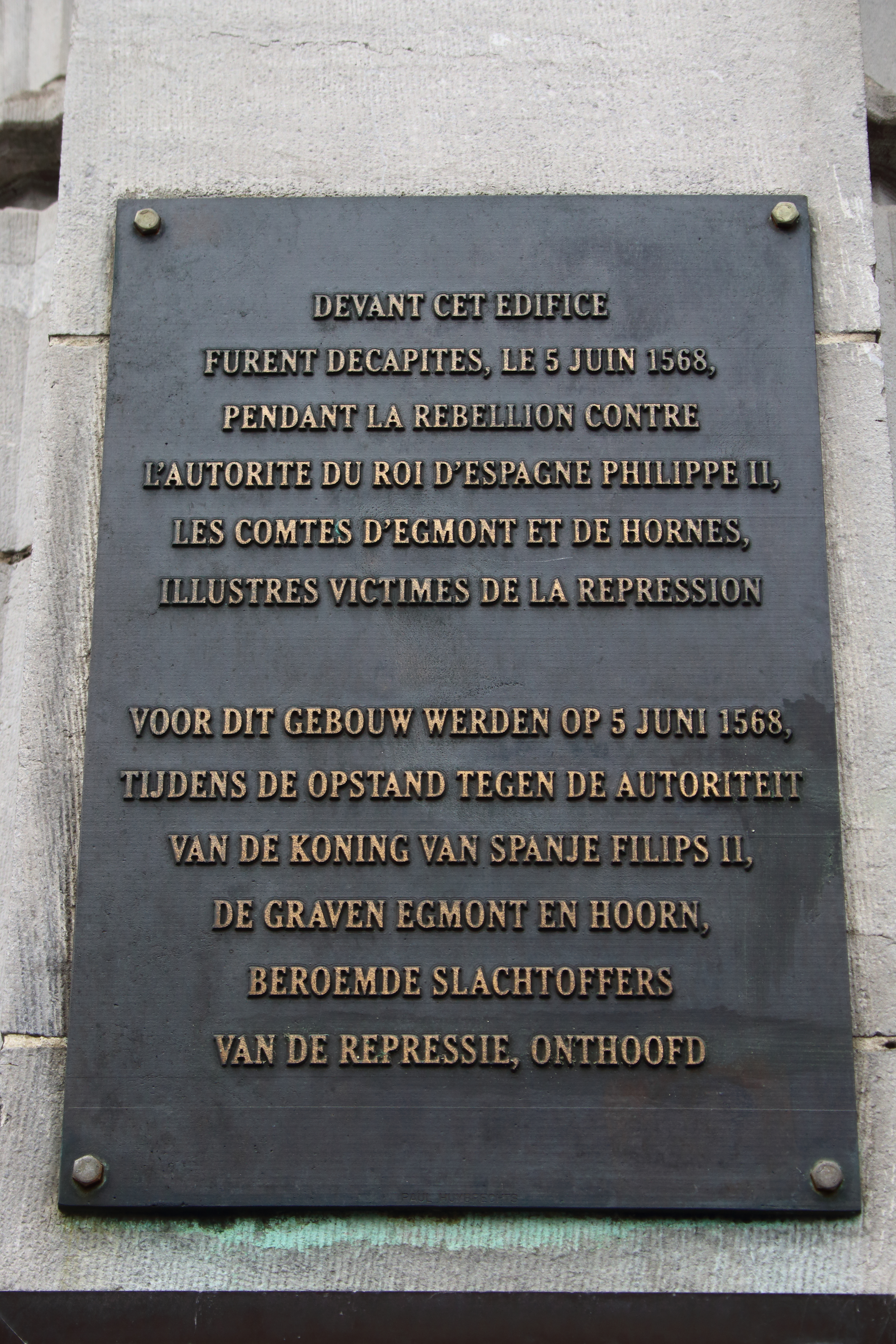
herdenkingsplaquette onthoofding Grote Markt van Brussel
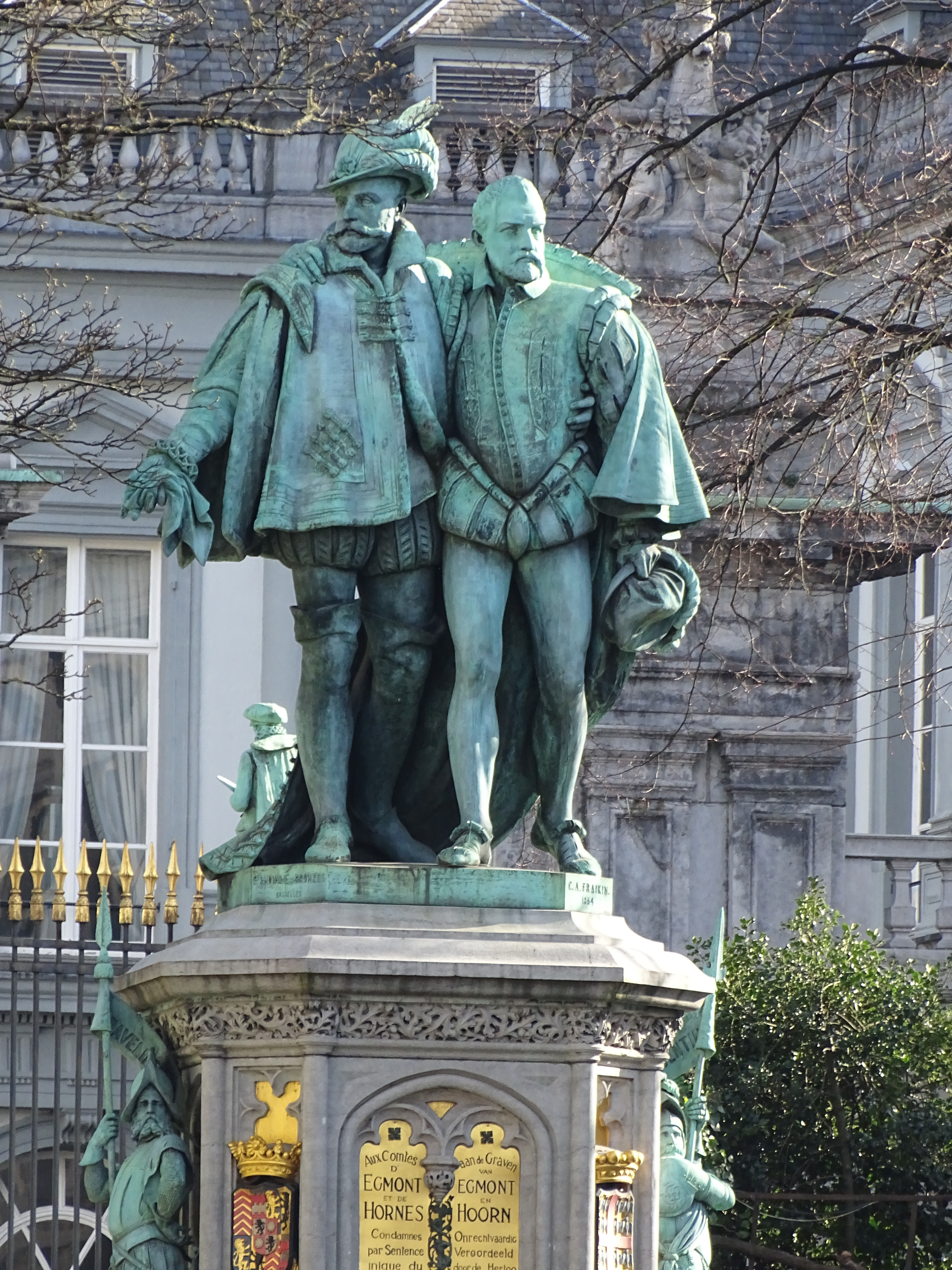
19e-eeuws standbeeld van Egmont en Horne op de Kleine Zavel, Brussel
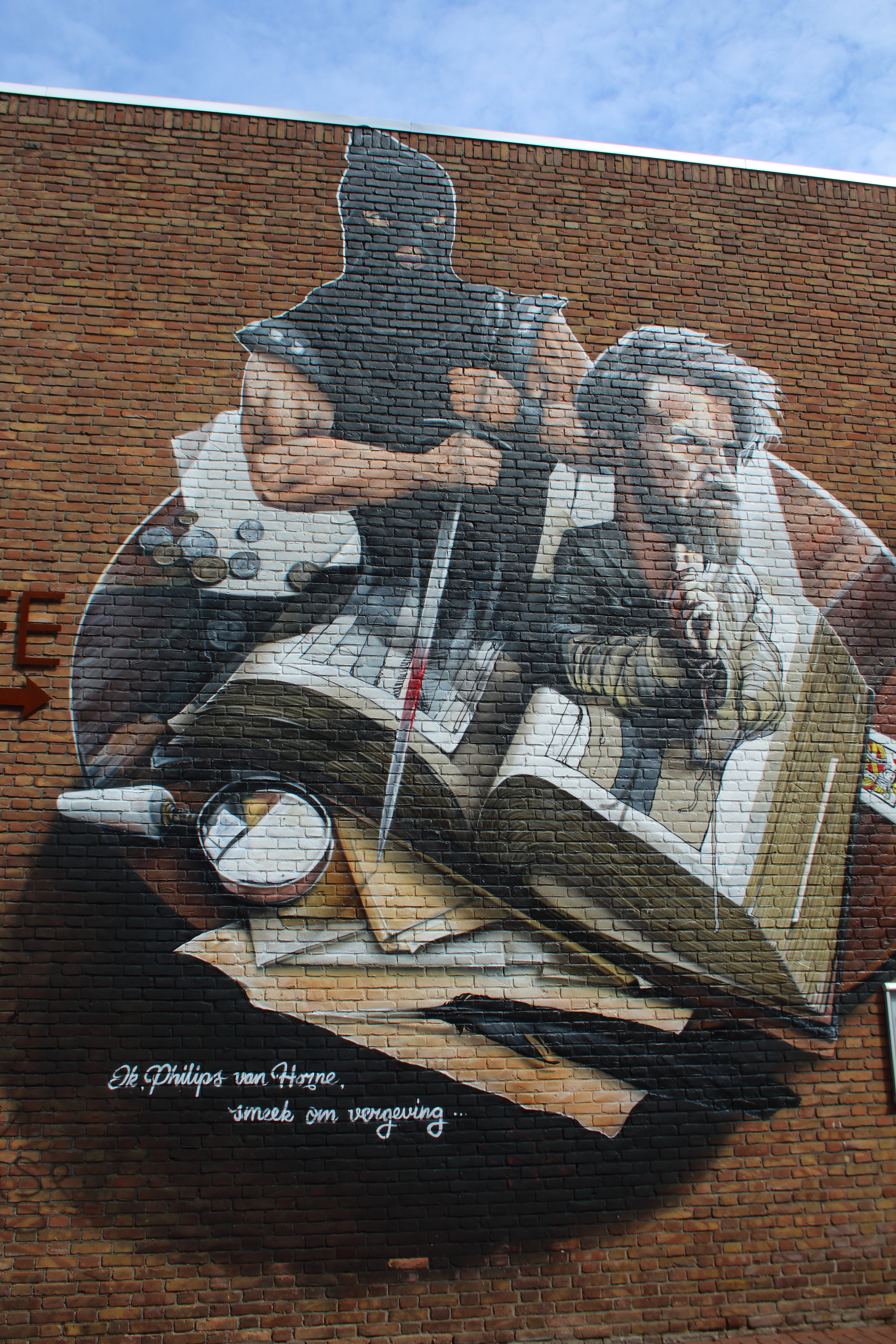
Muurschildering onthoofding van Horne in Weert
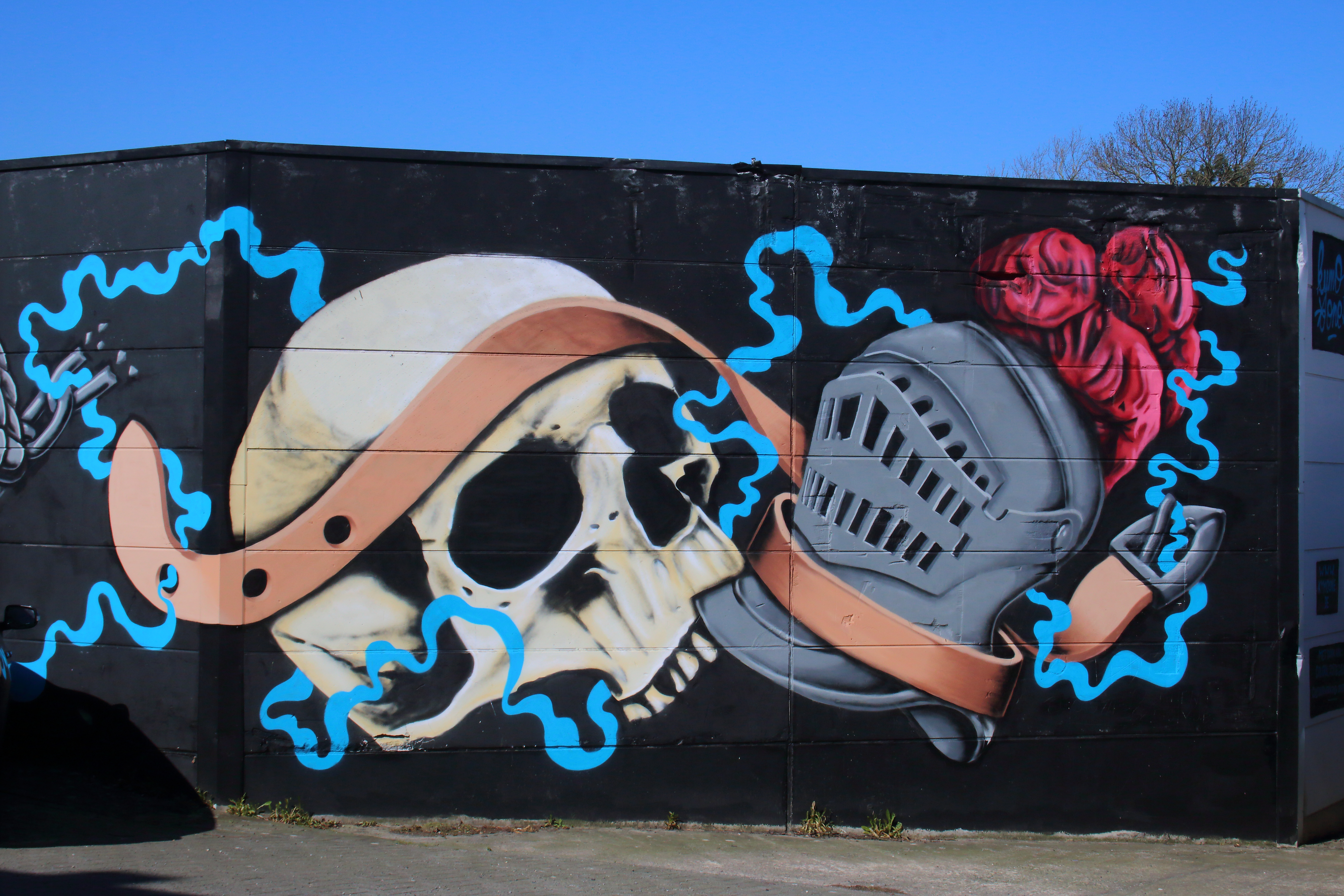
Muurschildering onthoofding van Egmont in Zottegem (2018-2021)
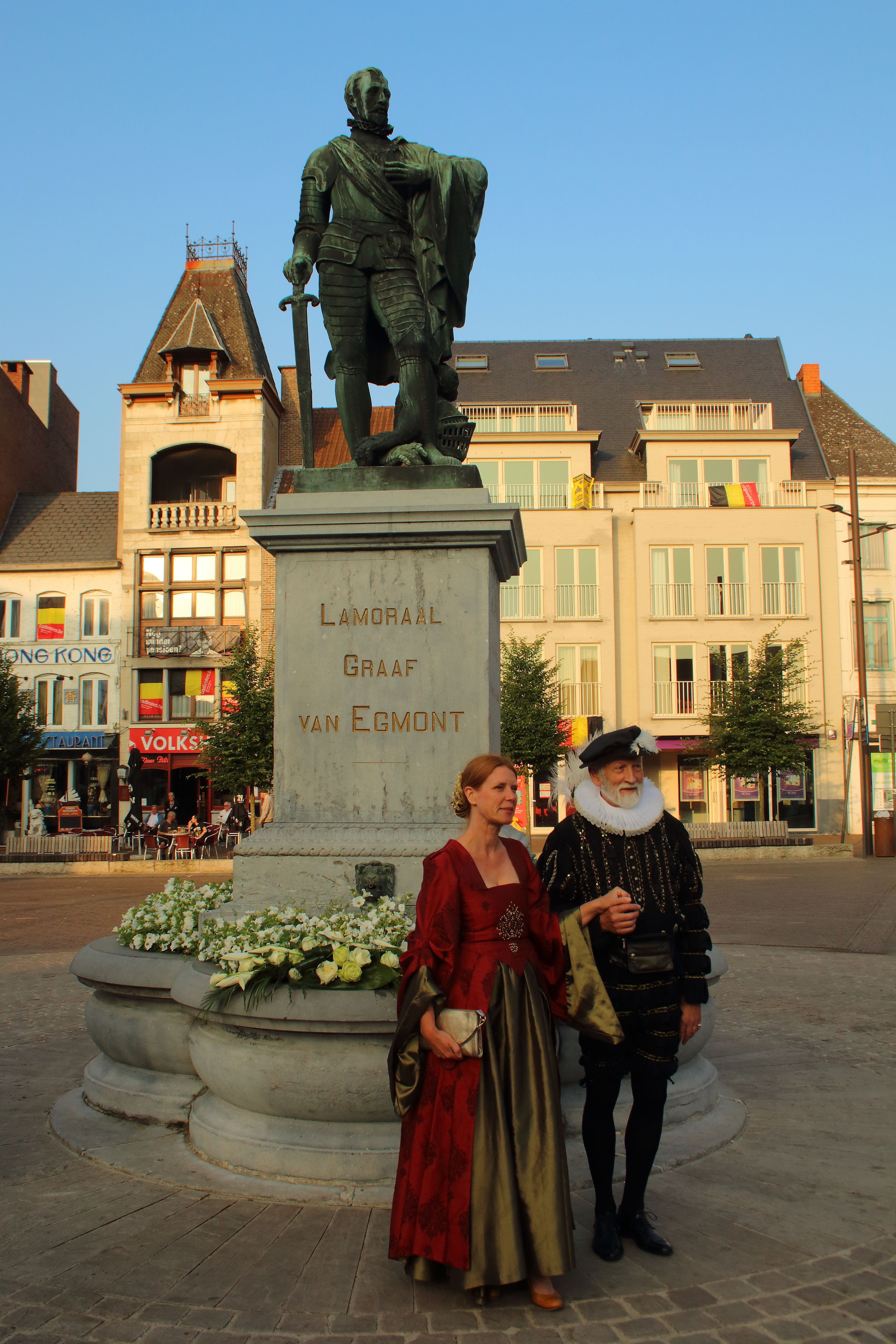
Herdenking onthoofding bij Egmontstandbeeld, Markt, Zottegem, 5 juni 2018.
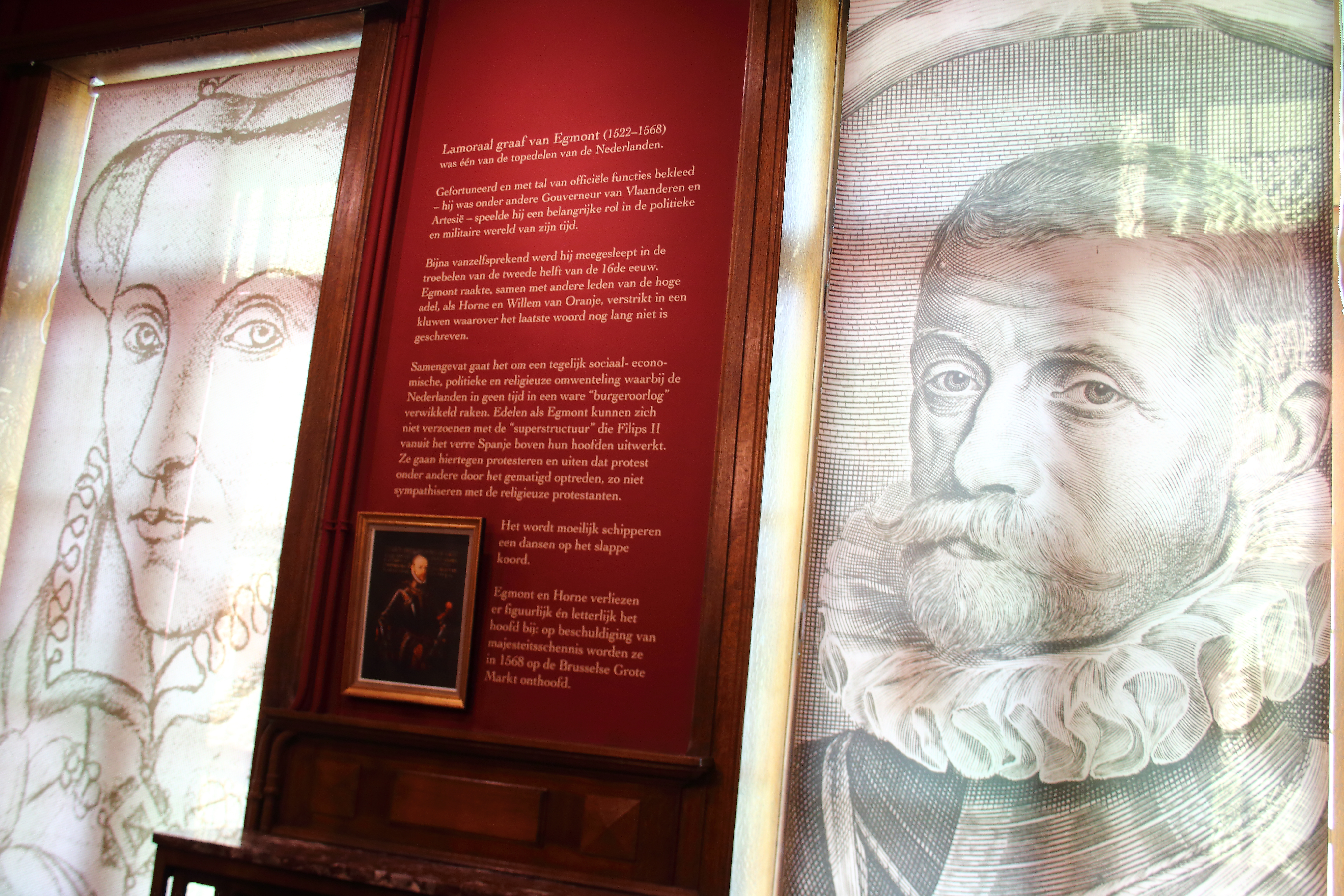
Egmontkamer, Zottegem